# 瓦達·賓森
瓦達·愛德華·賓森二世（英語：Vada Edward Pinson Jr，1938年8月11日—1995年10月21日），為前美國職棒大聯盟的中外野手，生涯曾效力於紅人、紅雀、印地安人(今守護者)、天使與皇家等隊。1977年，他入選紅人隊名人堂。
在連續15年沒有達到足夠得票率而從名人堂選票上被刪除的當下，扣除因使用禁藥、非法賭博或終身禁賽而遭到名人堂排除的選手之外，賓森是非名人堂選手當中安打數總和最多的選手，不過後來多了12支安打的強尼·戴蒙同樣沒有進入名人堂。

## 職業生涯
1958年4月15日，還未滿20歲的賓森就登上了大聯盟。他也在初登場敲出大聯盟首安，並在三天後敲出大聯盟首轟。5月，賓森陷入大低潮，因此被下放3A調整。後來他在8月回歸，並在9月繳出4成12的打擊率。整季他的打擊率為2成71。
1959年，賓森迎來大爆發。整季他的打擊率為3成16，並跑回聯盟最多的131分。此外，他還敲出20轟與21次盜壘成功。他首度入選明星賽，並在聯盟MVP票選拿下第15名。
隔年，他繳出2成87的打擊率，並敲出20轟與61分打點，另有32次盜壘成功。他不僅再度入選明星賽，也在MVP票選上拿下第18名。不過他的好表現並未展現在球隊戰績上，因為球隊最終僅拿下67勝87敗。
1961年，賓森持續穩定送出好表現。該年他繳出3成43的打擊率，並敲出16轟與87分打點。球隊在這年順利晉級到世界大賽，不過賓森的打擊率僅有0成91，最終紅人1勝4敗輸給洋基。
1962年，他繳出2成92的打擊率，並敲出23轟與100分打點，另有26次盜壘成功。1963年，賓森完成生涯唯一一次整季全勤出賽。他以204支安打和14支三壘安打分別成為聯盟安打王和三壘安打王，並敲出23轟與106分打點。9月11日，他敲出生涯第1000安，最後他在MVP票選上拿下第十名。
1964年，賓森僅敲出166支安打，寫下生涯新低。整季他繳出2成66的打擊率並敲出23轟與84分打點。最後紅人以1場勝差輸給紅雀，無緣晉級世界大賽。
1965年，賓森繳出3成05的打擊率，並敲出聯盟次高的204支安打，繳出3成05的打擊率，敲出22轟與94分打點。隔年他繳出2成88的打擊率，並敲出16轟與76分打點。
1967年，他繳出2成88的打擊率，並敲出18轟與66分打點。1968年，這年正好是投手大年。因此賓森的打擊率僅2成71，並敲出5轟與48分打點。5月22日，他超越艾德·勞許成為紅人隊史安打王。10月11日，紅人將賓森交易到紅雀，換來Wayne Granger和Bobby Tolan。
1969年，賓森在紅雀繳出2成55的打擊率，並敲出10轟與70分打點。9月18日，他敲出生涯第2000安。1970年，他在印地安人繳出2成86的打擊率，並敲出生涯新高的24轟與82分打點。隔年他敲出11轟與35分打點。10月5日，球隊將他、Frank Baker和Alan Foster交易到天使Alex Johnson和Jerry Moses。

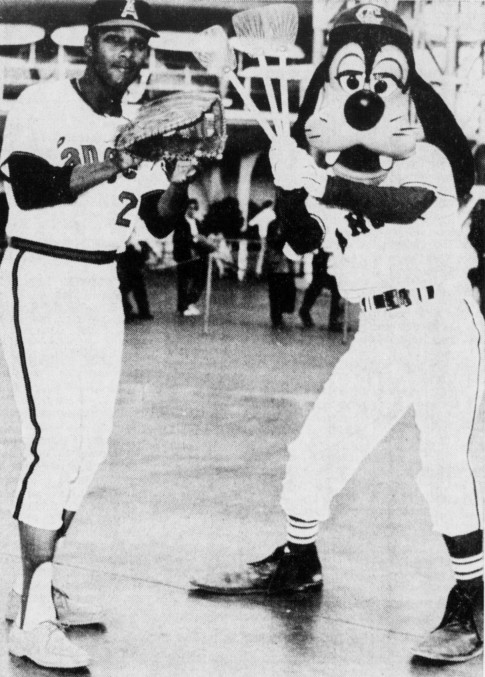
1972年的賓森

1972年，賓森繳出2成75的打擊率，並敲出7轟與49分打點。這年也是他自菜鳥年後首度上場守備不到1000局的球季。1974年2月23日，天使將他交易到皇家，換來Barry Raziano和現金。
1974年，他繳出2成76的打擊率，並敲出112支安打與41分打點。1975年，賓森迎來生涯最後一年。他繳出2成23的打擊率，並敲出4轟與21分打點。球季結束後，他成為自由球員。後來他加盟釀酒人，但在隔年4月4日被釋出。

## 個人生活
賓森從1981年起獲得名人堂票選資格。但15年間他最高的得票率僅有15.7%(1988年)。
賓森育有3女1子，他在1994年正式從棒球界完全退休。1995年，他因為中風去世，享年57歲。

## 生涯打擊成績
| 出賽次數 | 打席  | 打數 | 得分 | 安打 | 二安 | 三安 | 全壘打 | 打點 | 盜壘 | 保送 | 三振 | 打擊率 | 上壘率 | 長打率 | OPS  |
| -------- | ----- | ---- | ---- | ---- | ---- | ---- | ------ | ---- | ---- | ---- | ---- | ------ | ------ | ------ | ---- |
| 2469     | 10405 | 9645 | 1365 | 2757 | 485  | 127  | 256    | 1169 | 305  | 574  | 1196 | .286   | .327   | .442   | .769 |

## 外部連結
- 球員資訊和成績在MLB，ESPN，Baseball-Reference，Fangraphs（英文）
- 瓦達·賓森在台灣棒球維基館上的頁面（繁體中文）